# Anisodes hirtifemur
Anisodes hirtifemur là một loài bướm đêm trong họ Geometridae.